# Сміттєва криза в Російській Федерації (2018—2019)
Сміттєва криза в Росії — системна екологічна криза, що склалася в Російській Федерації у сфері поводження з твердими комунальними відходами (ТКВ) наприкінці 2010-х років. У 2017 році тема поводження з ТКВ вкрай загострилася, в акціях протесту взяло участь близько 36 тис. осіб. У 2018 році соціальна напруженість продовжувала наростати, значно збільшилася кількість скарг та соціальних протестів, викликаних порушенням прав громадян на охорону здоров'я. На початку 2019 року в 30 регіонах Росії пройшли масштабні «сміттєві» протести.
Незважаючи на те, що реформа у сфері поводження з відходами в Російській Федерації початку упроваджуватися з 2015 року її проміжні результати в 2019 році свідчили про системну кризу. Інфраструктура щодо поводження з відходами не створюється ні державою, ні бізнесом, триває незаконне розміщення відходів без контролю якості і кількості. Серед населення склалася атмосфера недовіри до будь-яких проєктів, спрямованих на вирішення проблеми поводження з ТКВ, відсутність взаємодії з боку влади, неможливість висловитися, недовіра до інформації були основними причинами невдоволення. Громадяни Росії гостро реагують на загрози від об'єктів поводження з ТКВ — десятки протестних виступів, тисячі учасників, перекриття доріг. По мірі наростання кризи зростало залучення громадянського суспільства, громадяни мають високий рівень занепокоєння поточною ситуацією, 16 % населення відносять сміттєві звалища до числа найбільш гострих екологічних проблем.
Становище ще більше погіршується через те, що неухильно збільшується кількість ТКВ і не вживаються заходи, щоб цьому зростанню запобігти. Не припиняють діяти усталені непрозорі схеми поводження з відходами, що суперечать пріоритетним напрямам державної політики. Регіональна влада часто ігнорує прийняті закони і правові акти, які, до того ж, погано узгоджуються з реальним станом речей і не мають фінансової підтримки. Територіальні схеми поводження з відходами суб'єктів РФ містять прогнозні показники по зростанню утворення відходів замість його скорочення. Відсутність заходів відповідальності при розробці нормативних правових актів ще більше погіршує ситуацію.
Громадська палата Російської Федерації щодо ситуації на 2018 рік констатувала, що приватним підприємствам не вдалося реалізувати систему поводження з відходами. Суб'єкти РФ, як раніше муніципалітети, фактично не впоралися зі своїми повноваженнями. Практика показала, що жодна державна чи бізнес-структура у 2018 році не змогла створити ефективну систему поводження з ТКВ.

## Суть проблеми
Станом на 2018 рік, щорічно в Росії утворювалося понад 70 млн тонн твердих комунальних відходів. Велика частина відправляється на звалища та полігони без будь-якого сортування та знешкодження. Тільки 3—5 % відходів переробляються і повертаються до промислового обігу.

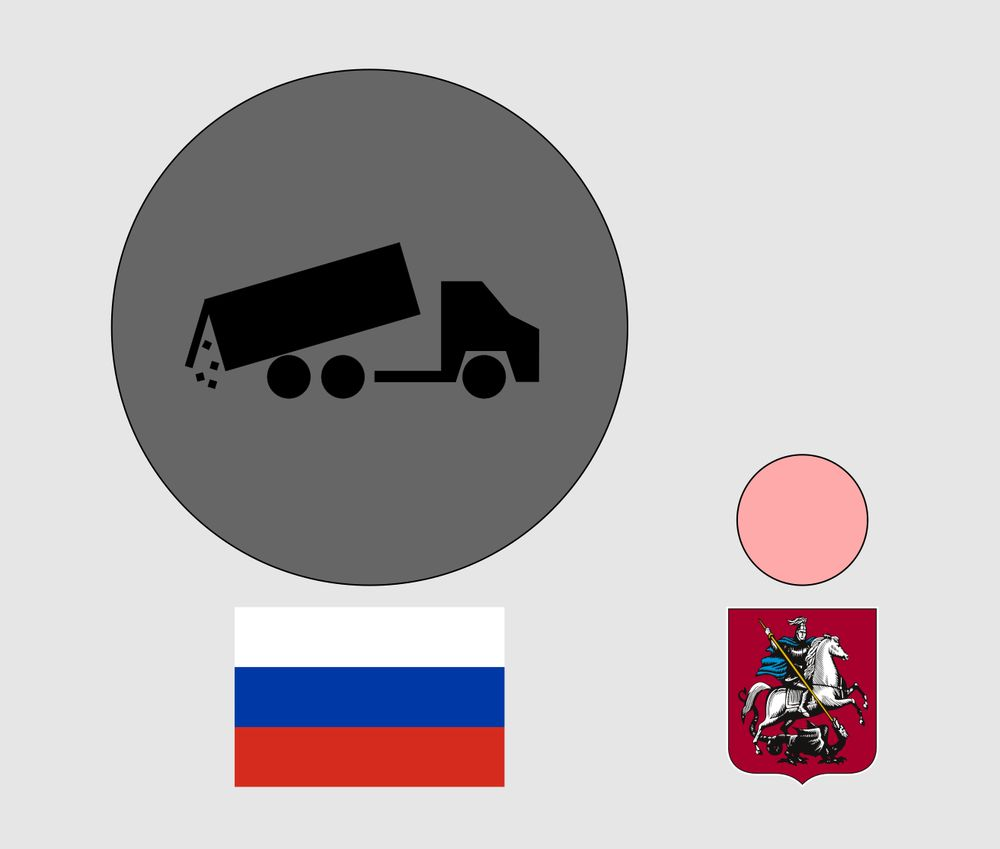
Розміри території зайнятої сміттєзвалищами в Росії в порівнянні з розмірами Москви

Це призвело до того, що на території Росії розміщено понад 30 млрд тонн відходів. Полігони ТКВ і звалища займають 4 млн га, і щороку їх площа зростає на 0,3 млн га. Майже всі російські звалища переповняться в найближчі п'ять років. Токсичні речовини зі звалищ і полігонів загрожують життю і здоров'ю понад 17 млн осіб. Лише 40 % громадян користуються чистою водою. Оперативно-розшукова діяльність за справами, пов'язаними з незаконним обігом відходів фактично не проводиться. Внаслідок цього в Росії на початок 2018 року існувало близько 22 тисяч несанкціонованих звалищ.
Проблему пропонується вирішити, впроваджуючи роздільний збір ТКВ. Наприкінці 2014 року, були прийняті масштабні поправки до закону 89-ФЗ «Про відходи виробництва та споживання», у яких був встановлений пріоритет максимального використання сировини, запобігання і скорочення утворення відходів, їх сортування та переробки над іншими способами поводження з відходами. Однак на практиці пріоритети державної політики порушуються. Прийняті акти погано узгоджуються з реаліями, не забезпечені підтримкою виконавчої влади, включаючи фінансову, і часто саботуються на рівні регіонів. Недостатня потужність підприємств з переробки сировини, крайня ступінь зношеності і нерозвиненості існуючих потужностей, вимагають суттєвого розміру інвестицій — 5 трлн рублів, які знадобляться для запуску сучасної переробної інфраструктури.
Жителі багатьох регіонів Росії активно висловлюють невдоволення у зв'язку з роботою діючих звалищ та планами щодо будівництва нових об'єктів. Викликають нарікання неприємний запах, забруднення повітря, порушення технологічного регламенту. Громадяни виступають проти стихійних сміттєзвалищ, будівництва сміттєспалювальних заводів, організації нових полігонів поруч з житлом. 3 лютого 2019 року протести проти організації сміттєзвалищ і полігонів побутових відходів поблизу населених пунктів, а також проти «сміттєвої реформи» під гаслом «Росія не смітник!» відбулися, за різними даними, в 25-30 регіонах Росії. Портал "МБХ Медіа" повідомляє, що акції відбуваються в 53 містах 32 регіонів. Серед них як великі міста, наприклад, Москва та Санкт-Петербург, так і невеликі населені пункти.
При цьому, 90 % жителів Росії готові приступити до роздільного збору ТКВ при наявності зручної інфраструктури.

## Акції протесту
Сміттєві протести відносять до соціальних протестів, у той же час вони не вписуються в рамки класичного соціального протесту, з тієї причини, що в них відсутні вимоги економічного характеру. При цьому вони серйозніше політичних протестів, оскільки люди безпосередньо стикаються з тим, що завдає серйозної шкоди їх життю і здоров'ю: безконтрольне захоронення сміття, несанкціоновані сміттєзвалища, сміттєспалювальні заводи, вирубка лісів і парків.
Сміттєві протести стали символом не політичних протестів 2018 року. За 11 місяців з 1 жовтня 2017 до 1 вересня 2018 років у Росії сталося 88 сміттєвих протестів. У 2019 році активність зросла — тільки за перші три місяці пройшло 63 акції.
Велика частина протестних акцій була організована активними громадянами безпосередньо пов'язаними з конкретною проблемою, в них беруть участь люди різного віку, різних соціальних груп і політичних переконань. Учасники акцій не тільки ставлять підписи під петиціями, але й готові особисто брати в них участь, витрачати свій час і гроші. У протесті, як правило, немає конкретної людини, яка керує процесом, спроби різних політиків його очолити закінчуються невдачею. Рушійною силою виступає не конкретна особистість або політична партія, а невирішена екологічна проблема. Так, наприклад, у сміттєвому протесті на станції Шієс, за заявою учасників, немає лідера, але при цьому дуже сильні горизонтальні зв'язки між різними групами активістів. У групах розвинений розподіл обов'язків — оформленням скарг, опрацюванням технічної документації, проведенням експертизи і безпосередньою участю в акціях займаються різні учасники, які мають відповідну спеціалізацію.

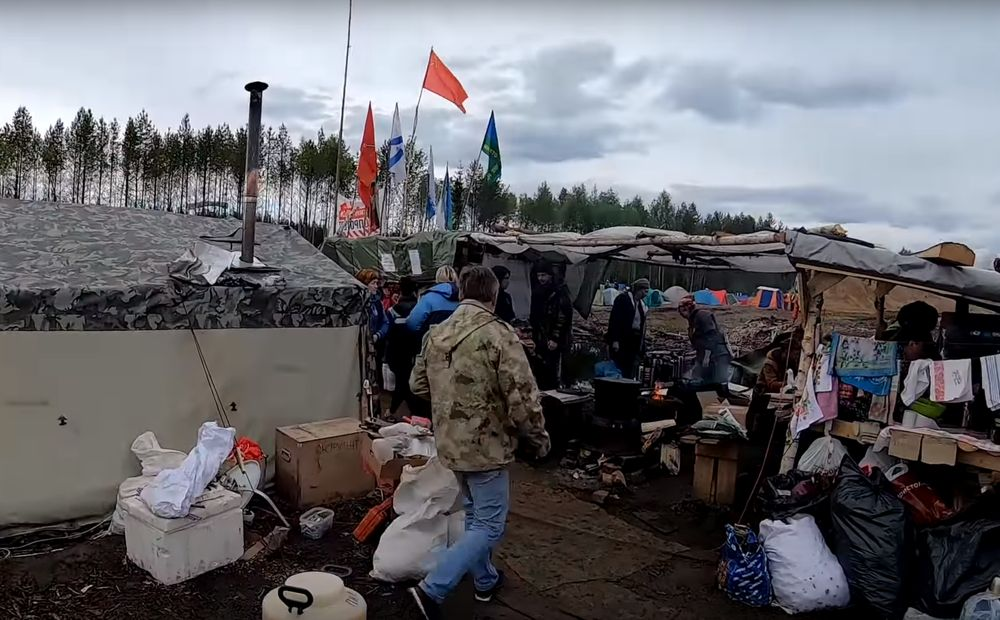
Наметовий табір активістів під час сміттєвого протесту на станції Шієс Архангельської області, червень 2019 року

Основними причинами сміттєвих протестів є:
- Пряма загроза для життя і здоров'я.
- Відсутність видимих дій влади та бізнесу для вирішення екологічної проблеми.
- Падіння авторитету влади.
- Загальне погіршення життєвих умов населення[19][20].

Влада, як правило, чинить протидію, створюючи різні перешкоди для проведення заходів аж до прямого силового впливу і залякування учасників, при цьому мотивація до боротьби в учасників тільки зростає. Спроби звинуватити населення в тому, що вони «нічого не розуміють», виконують чиєсь «замовлення», не патріоти, також розпалюють конфлікт і пробуджують злість у протестувальників. Якщо невдоволення громадян посилюється, то влада починають шукати рішення проблеми або імітувати пошук такого рішення. Спроби влади пропонувати учасникам фінансові пільги для припинення протесту також зазнають невдачі.

### Московська область
Станом на 2018 рік на Москву і Московську область припадало 16 % всього обсягу сміття в Росії.
Вже через тиждень після того, як президент Росії Володимир Путін у посланні Федеральним зборам заявив про необхідність вирішити проблему звалищ у країні (на той момент, тобто у березні 2018 року їх було понад 22 000), у Підмосков'ї почалися проводитися мітинги проти звалищ — навесні вони пройшли в семи містах і зібрали багато учасників. У Волоколамську на мітингу 10 березня 2018 року виступила кандидатка у президенти Росії на виборах 18 березня 2018 року Ксенія Собчак. Але проблема утилізації та переробки сміття в московському регіоні та інших великих містах має величезні масштаби, і тому, як відзначає редакція газети «Вєдомості», цю проблему потрібно вирішувати комплексно і системно.
Проблема з утилізацією сміття призвела до масових протестів жителів Підмосков'я в березні 2018 року. Протести досягли свого піку після отруєння 50 дітей отруйним газом із сміттєвого полігону «Ядрово» у Волоколамську 21 березня. Різке посилення неприємних запахів у Волоколамську жителі міста почали відчувати з кінця лютого 2018 року. Мітинги і пікети проти звалищ пройшли в Серпуховському районі, Коломні, Тарусі, Тучково, Наро-Фомінську і підмосковних районах Клинському і ВоскресенськомуРосія: жителі Підмосков’я вийшли на акції проти сміттєвих полігонів.
14 березня 2018 року в Міністерстві екології та природокористування Московської області повідомили, що дегазація сміттєвого полігону «Ядрово» буде проводитися з використанням голландської технології компанії Multriwell.
Чергове протистояння місцевих жителів і влади навколо звалищ побутових відходів виникло 11 травня 2018 року в районі населених пунктів Сичово і Щелканово Рузького району Московської області. Жителі навколишніх сіл перекрили в'їзд на територію закритої ділянки кар'єру Сичевського ГЗКа, куди 10 травня стали заїжджати машини, навантажені сміттям. До місця проведення стихійної акції протесту прибули кілька автобусів з поліцейськими, як повідомляє «Інтерфакс». За словами місцевих активістів, підмосковна влада хоче влаштувати на території кар'єру сміттєвий полігон замість розташованого приблизно за 25 км полігону в Ядрово, закриття якого домагалися на численних мітингах жителі Волоколамська. При цьому учасники акції відзначають, що нове звалище розташована за 177 метрів від кордону міського поселення Сичово, за 500 метрів від місцевої середньої школи та від двох артезіанських свердловин, які беруть воду з подільсько-мячковського горизонту, який є основним джерелом водопостачання в Волоколамському, Рузькому, Можайському, Одинцовському, Наро-Фомінському, Подільському, Домодєдовському, Воскресенському, Коломенському і Чеховському районах Підмосков'я. Крім того, поруч протікає річка Гряда, яка впадає в Озерну і далі в Рузу і Москву-ріку. Таким чином, може статися забруднення підземних і поверхневих джерел водопостачання Москви і Московської області.
У листопаді 2018 року ситуація зі сміттям у Волоколамську настільки загострилася, що мешканці міста, за словами інформагентства Regnum, тікають з міста від запаху сміття на звалищі.
Глава Серпуховського району Олександр Шестун вкрай негативно висловлювався про сміттєві полігони на території району, «Нова газета» і радіостанція «Свобода» публікували думки, що однією з причин кримінальної справи проти глави Серпуховського району стала його непримиренна позиція з приводу утилізації сміття на полігоні «Лісова» — Шестун був проти цього полігону і дозволяв місцевим жителям протестувати проти його роботи. Заарештований Олександр Шестун, у своїх зверненнях до президента, неодноразово вказував на конфлікт пов'язаний із сміттям.

### Ярославська область
У квітні 2018 року в Ярославлі відбувся мітинг протесту городян проти завезення в регіон московського сміття. Учасники акції вели прямі відеотрансляції в Інтернеті.
Заявка на проведення мітингу протесту була подана депутатом обласної думи від КПРФ Олександром Воробйовим. Однак міська влада відмовила в погодженні акції на площі Волкова. Альтернативним майданчиком став запропонований парк Миру, який на момент заяви був, що примітно, завалений будівельними матеріалами. Громадські активісти визнали цей майданчик непридатним для мітингу і відмовилися від нього.
Протестувальники виступали проти привозу сміття з Москви на звалище в Ярославській області. Місцеві жителі вважають, що завезення столичних відходів до них почалося після протестів жителів Волоколамська та інших міст Підмосков'я, де влаштували звалища.

### Вологодська область
У травні 2018 року у Вологді відбувся мітинг протесту городян проти введення додаткової плати за вивезення сміття і ситуації з обласними полігонами ТКВ. Арбітражний суд Вологодської області 25 квітня 2018 року виніс рішення стягнути з АТ «Вторресурси» на користь муніципального утворення «Місто Вологда» неустойку в розмірі 6 млн рублів.
Як повідомляла прес-служба обласного Арбітражного суду, 15 липня 2016 року міськадміністрація Вологди звернулася з позовом до АТ «Вторресурси» про стягнення неустойки за прострочення виконання зобов'язань за концесійною угодою щодо полігону ТПВ в урочищі Пасинково Вологодського району. При цьому була заявлена сума неустойки понад 34,5 мільйонів рублів.

### Тамбовська область
Влітку 2018 року жителі Тамбовської області виступили різко проти сміттєвого полігону, побоюючись, що влада побудує на території сіл Беломестной Двойні, Незнановки і селища Навчальне господарство «Авангард» полігон для сміття. Незважаючи на спроби жителів залучити Тамбовського губернатора області Олександра Нікітіна ситуація ніяк не змінилася.

### Тульська область
Навесні 2019 року населеними пунктами Тульської області прокотилася хвиля мітингів проти нового полігону в Тулі і високих тарифів по всій Тульській області.
Люди висловили невдоволення тим, що немає змін в сміттєвій політиці, відсутній роздільний збір сміття, немає потужностей з його переробки, тарифи для населення завищені. Люди очікували реакції від уряду, а наткнулися на хамство Тульської думи, яка не почула людей.

### Санкт-Петербург і Ленінградська область
На сміттєвому полігоні «Червоний бор», розташованому в Ленінградській області, склалась критична ситуація, попередив у вересні 2018 року секретар Ради безпеки Росії Микола Патрушев. На звалищі накопичилося близько 2 млн тонн токсичних промислових відходів, полігон вже проінспектувала комісія Радбезу щодо забезпечення екологічної безпеки.
За словами Патрушева, ситуація ускладнюється тим, що досі не визначено організаційно-правове становище «Червоного бору». За словами повпреда президента Росії в Північно-Західному Федеральному окрузі Олександра Бєглова, Санкт-Петербург і Ленінградська область не можуть самостійно вирішити проблему і потребують необхідної допомоги з федерального бюджету. Бєглов назвав ситуацію з «Червоним бором» «небезпечною екологічною бомбою».
Секретар Радбезу і повпред Президента Росії закликали Міністерство природних ресурсів і екології і уряд Санкт-Петербурга терміново вжити заходи для поліпшення екологічної ситуації в районі полігону, провести знешкодження захованих хімічних відходів. За словами Патрушева, поки ці заходи не включено до програми Петербурга з охорони навколишнього середовища.
За його словами, в Північно-Західному окрузі немає ефективної системи поводження з відходами: «Ресурси полігонів використані більш ніж на 90 %. При цьому облаштування більшості об'єктів та розміщення відходів не відповідає діючим санітарним нормам і правилам». Кожен рік на території округу утворюється 465 млн тонн відходів, з них переробляється і знешкоджується не більше 23 %. Він також відзначив зростання кількості незаконних звалищ. Тільки минулого року в окрузі було виявлено понад 3000 несанкціонованих звалищ.

### Челябінська область
Восени 2018 року в Челябінську оголошено режим надзвичайної ситуації через загрози масових захворювань, які може викликати накопичився сміття у дворах. Сміттєвий колапс, що тривав близько двох тижнів розпочався після відмови перевізників вивозити відходи на обласні звалища. Скандал вийшов на рівень повпредства президента в Уральському федеральному окрузі, де владі доручили вирішити проблему з відходами за три дні, а силовикам — покарати винних «аж до порушення кримінальних справ». Експерт говорить, що, поки чиновники «шукають крайнього», Челябінськ знаходиться на порозі виникнення епідемій.

### Архангельська область
Після того, як в результаті масових сміттєвих протестів в Підмосков'ї 24 сміттєвих полігони з існуючих 39 припинили приймати ТКВ, уряд Москви був змушений шукати альтернативні рішення для утилізації 7,9 млн тонн на рік комунальних відходів. Було ухвалено рішення про будівництво чотирьох сміттєспалювальних заводів в Підмосков'ї до 2022 року. А після того, як влада Московської області відмовили у виділенні землі під нові сміттєві полігони, було вирішено вивозити ТКВ у віддалені регіони Росії. Землі були знайдені на території Архангельської області, біля залізничної станції Шієс. З Москви до ЕкоТехноПарк «Шієс», згідно з офіційним сайтом, протягом 20 років, починаючи з 2020 року, будуть вивозитися близько 500 тис. тонн ТКВ щороку.
У червні 2018 року місцеві жителі випадково виявили початок будівництва в лісі. Наприкінці 2018 року протести охопили чимало населених пунктів Архангельської області, жителі протестували проти можливого ввезення відходів московського регіону.
2 грудня 2018 року в 21 населеному пункті Архангельської області пройшли мітинги проти будівництва звалища для московського сміття на залізничній станції Шієс, що зібрали за оцінками організаторів близько 30 тисяч учасників з усієї області (в тому числі в Архангельську від 3 до 5 тисяч осіб, 9-10 тисяч осіб у Сєверодвінську). Губернатор Архангельської області Ігор Орлов заявив, що на вулиці вийшли 7-8 тисяч осіб.

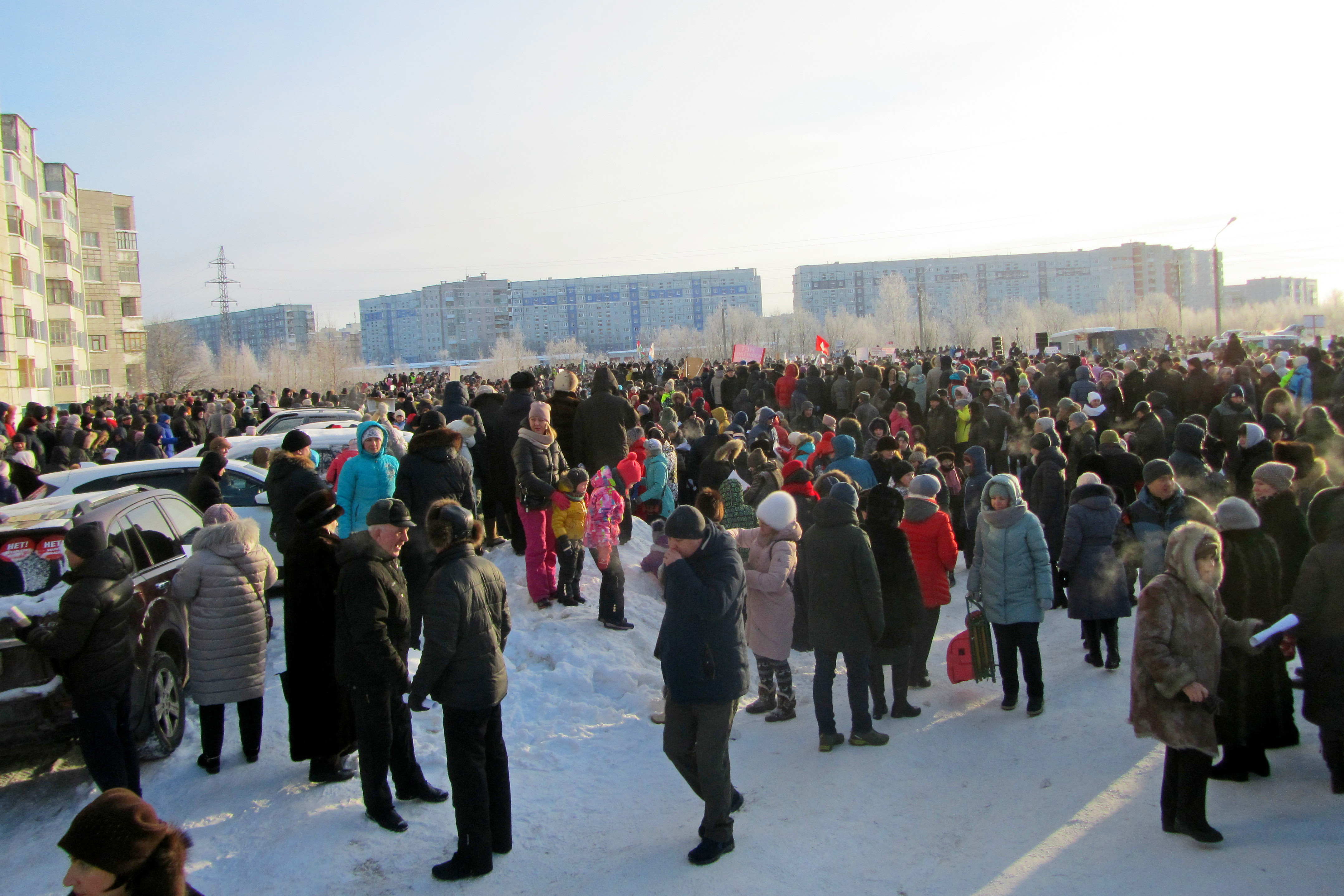
Мітинг 3 лютого 2019 року в Северодвінську

3 лютого 2019 року мітинг в Архангельську зібрав близько 5 тисяч осіб. Міська влада під надуманим приводом відмовила у проведенні заходу в центрі міста, тому мітинг відбувся на околиці міста, на майданчику на Лівому березі Північної Двіни. Тисячі людей у 20-градусний мороз пішки перейшли залізничним мостом до місця проведення мітингу. В Сєверодвінську на мітинг вийшли більше 9000 осіб, у 60-тисячному Котласі — 2000 осіб. Всього по області на протестні мітинги вийшли до 25000 чоловік.
24 лютого антісміттєвий мітинг в Сєверодвінську зібрав понад 10 тисяч осіб.
27 березня 2019 року депутати Архангельських обласних зборів депутатів проголосували проти проведення референдуму про заборону ввезення сміття з інших регіонів на територію Архангельської області.
7 квітня 2019 року в Архангельську пройшла несанкціонована владою акція протесту — марш та мітинг проти будівництва на станції «Шієс» полігону для сміття з Москви.
Також 7 квітня був оголошений безстроковий протест на центральній площі Леніна. З 7:30 до 22:00 тут постійно перебувають люди. Жителі Архангельська приносять мітингувальникам їжу та теплий одяг. Влада затримує учасників мітингу, багатьом були присуджені штрафи. Однак, за словами активістів, рядові поліцейські, які чергують на площі, ставляться до неї співчутливо.
Рада при Президентові Російської Федерації з розвитку громадянського суспільства і прав людини, ґрунтуючись на висновках фахівців Двинсько-Печорського басейнового водного управління Федерального агентства водних ресурсів, прийшла до висновку, що будівництво полігону для московського сміття на Шієсі у межах ІІ й III поясів зони санітарної охорони джерел питного і господарсько-побутового призначення призведе до забруднення річок і порушить всі можливі санітарні норми.
У квітні були пошкоджені два дерев'яних мости на ділянці технологічної дороги «Мадмас — Шиладор», які використовувалися для проїзду техніки на будівництво полігону на станції Шієс. Раніше, в березні, недалеко від станції Шієс сталося зіткнення екоактивістів, що там чергували та, робітників зі сміттєвого будівництва.
25 квітня 2019 року Архангельський обласний суд визнав незаконною постанову Архангельських обласних зборів депутатів проти проведення референдуму про заборону ввезення сміття з інших регіонів на територію Архангельської області. Після цього губернатор Архангельської області Ігор Орлов, Архангельських обласних Зборів і Прокуратура Архангельської області оскаржили у Верховному суді РФ рішення Архангельського обласного суду. 25 червня 2019 року Верховний суд Російської Федерації скасував рішення Архангельського обласного суду про проведення референдуму з ввезення відходів з інших регіонів на територію Архангельської області.
26 квітня 2019 року керівник юридичної служби одного з підрозділів міжнародної правозахисної групи «Агора» Олексій Глухов повідомив про перше застосування закону про «фейкові новини» (Федеральний закон від 18 березня 2019 року за N 31-ФЗ «Про внесення змін до статті 15.3 Федерального закону „Про інформацію, інформаційні технології і про захист інформації“»), який набрав чинності 29 березня, проти екоактивістки Олени Калініної, що розмістила 26 березня о 21:43 пост у соціальній мережі ВКонтакті з анонсом антисміттєвої акції 7 квітня. Після того, як 19 квітня Жовтневий суд Архангельська визнав ходу і мітинг 7 квітня незаконними, поліцейські склали протокол про те, що інформація про час і місце мітингу і ходи і місце їх проведення є фейковими. У середині квітня Калініну вже оштрафували на 15 тисяч рублів за цей же пост із закликом виходити на антисміттєву акцію.
19 травня на Площі Терьохіна в Архангельську пройшов узгоджений мітинг-концерт на підтримку Шієса. Перед мітингом активісти помітили, що на той же час були організовані інші масові заходи в Архангельську від імені адміністрації. За підрахунками активістів руху «Помор'я не смітник!» на акцію прийшло близько 8 тис. людей.
16 червня в БК «Будівельник» у Сєверодвінську пройшов мітинг на підтримку активістів на станції Шієс. Адміністрація міста на цей же час заявила святкування дня народження Парку Культури; на стадіоні «Беломорець» — футбольний матч. Незважаючи на інші акції, на протест прийшло 4 тисячі осіб. Після мітингу активісти пішли на Площу Перемоги і обговорювали тему Шієса до 20:00.
Наприкінці травня 2019 року силовики затримали чотирьох екоактивістів: Іллю Трубачова, Олексія Бобрецова, Максима Магомедова і Анну Шекалову. За даними «МБХ Медіа», стосовно затриманих співробітники поліції Росії склали протоколи про адміністративне правопорушення за статтею 20.2 КоАП РФ («Порушення встановленого порядку організації або проведення мітингу»).
26 липня 2019 року в Архангельській області та по всій Росії пройшла акція «день солідарності з Шієсом». Учасники цієї акції вивішували на мостах і балконах свої квартир червоні банери, прапори або просто тканину на знак солідарності з протестувальниками проти будівництва сміттєвого полігону на станції Шієс.

### Нижньогородська область
У листопаді 2018 року нижньогородські екологи нарахували на території області понад 30 звалищ, де, за приблизними підрахунками, понад 10 млн тонн промислових відходів різних класів небезпеки.

## Дії федеральної влади

### Президент Російської Федерації
У червні 2017 року, коли на прямій лінії з Володимиром Путіним жителі Балашихи поскаржилися главі держави на нестерпні умови життя поруч із сміттєвим полігоном, сміттєві відходи на якому накопичувалися протягом 50 років, Володимир Путін сказав наступне:

Питання дуже болюче і складне. Я прекрасно Вас розумію. Подивився зараз це звалище. <…> До речі кажучи, я дивлюся, Ви стоїте на тлі будинку: йому явно не 50 років. Хтось вирішив будувати тут будинки, поруч із цим звалищем, яке заповнювалося 50 років. Теж треба згадати, напевно, «добрим словом» тих людей, які приймали рішення про будівництво на цьому місці. Проте ми маємо те, що маємо, і повинні на це реагувати. Звичайно, ми знаємо про проблему, яка найбільш гостро, до речі, відчувається в Московській області, в Татарстані, в Тулі та деяких інших регіонах.
Але що передбачається зробити? Ухвалено рішення про будівництво сміттєпереробних заводів. На першому етапі їх буде п'ять, чотири з них — у Московській області. <…>
У нас закон прийнятий вже давно з приводу поводження з відходами, але його введення в дію постійно відкладали, тепер ухвалення рішення, по-моєму, з 1 січня 2019 року. Чому відкладали? Відкладали тому, що передбачені так звані утилізаційні збори для промисловості, і в умовах економічної кризи вважалося, і промисловість нас весь час просила не вводити ці збори, тому що це обтяжує економіку <…>
<…> А що стосується Балашихи, то позаймаємося окремо, постараємося це зробити. Я прекрасно розумію і бачу, бачу зараз прямо гостроту цієї проблеми, вона складалася десятиліттями. Спробуємо зробити це якомога швидше. Стенограма прямої лінії з Володимиром Путіним (15 червня 2017).

Через рік, на наступній прямій лінії 7 червня 2018 року, коли проблема утилізації сміття знову була порушена, Володимир Путін сказав наступне:

Це питання надзвичайно важливе і гостре. Ми останнім часом, слава Богу, звертаємо на нього все більше і більше уваги.
Що можна сказати на початку відповіді на ваші питання і на ту стурбованість, яку ви зараз висловили, сформулювали? Ми ж все добре з вами знаємо: за радянських часів, на жаль, практично ніколи сміття не утилізували, тобто утилізували певним способом — просто його звалювали на так звані полігони, і все.
<…> Країна виробляє щорічно приблизно 70 мільйонів тонн відходів — величезна цифра, і ця проблема наростає, ми, безумовно, повинні її вирішувати. Що там насправді, з чим ми маємо справу?
Десь у нас приблизно 1100 цих полігонів, які знаходяться в більш-менш нормальному стані, десятки тисяч, хочу це підкреслити, працюють або «в сіру», або взагалі є незареєстрованими та просто звалищами.
Це абсолютно неприпустима практика. Частина з усієї цієї діяльності криміналізована. Що ми плануємо і що повинні зробити найближчим часом?
По-перше, що стосується цих заводів з утилізації, яка турбує людей, по спалюванню. Тобто утилізація може бути різним способом здійснена, це не тільки спалювання, а й переробка без всякого спалювання. У нас сто з гаком, по-моєму, 117 підприємств зараз з утилізації цих відходів зі спалювання, але тільки кілька десятків — десь 38 приблизно — працюють більш-менш за сучасними технологіями.
Ми повинні кардинально змінити цю ситуацію. До 2024 року ми повинні побудувати 200 заводів з утилізації відходів, а вся програма розрахована на будівництво 285 заводів. При цьому мова, безумовно, йде не про якісь гасницях, які тільки погіршують екологічну обстановку при спалюванні відходів, а мова йде про підприємства найсучасніших, з новітніми технологіями.
Наскільки мені відомо, вже в засобах масової інформації показували, як працюють ці підприємства в інших країнах, в тому числі, скажімо, в Японії, де вони розташовані навіть мало не в центрі великих мегаполісів і міст. І працюють дуже успішно, ніяких нарікань з боку громадян, які проживають поруч з цими підприємствами, немає. Ось нам потрібно йти цим шляхом.
Зрозуміло, потрібно робити це в тісному контакті і з волонтерами, <…> з тим же Загальноросійським народним фронтом, який багато зробив для того, щоб висвітлити цю проблему, і потрібно далі контролювати, що буде відбуватися в цій сфері і як це буде розвиватися. І звичайно, з державою і регіональними органами влади. Від регіональних органів влади, від губернаторів дуже багато буде залежати від ефективності вирішення цієї проблеми.
І, нарешті, наступний пункт — це персональна відповідальність за рішення цих питань. <…>

### Генеральний прокурор Російської Федерації
У червні 2018 року Генеральний прокурор Російської Федерації Юрій Чайка заявив, що в Республіці Дагестан, Марій-Ел, Тува, Приморському краї, Курганській, Тульській, Томській областях виявлено відсутність санітарного контролю на сміттєвих полігонах з боку влади.
Крім того, перший заступник Генпрокурора Олександр Буксман повідомив, що полігони твердих побутових відходів та сміттєзвалища займають 4 млн гектарів території Росії, і щороку їх площа зростає на 300 тисяч га. Він також зазначив, що містяться на полігонах і звалищах токсичні речовини загрожують життю і здоров'ю більше 17 мільйонів чоловік. За даними на 1 січня 2018 року, за його словами, на території країни розміщено понад 30 млрд тонн відходів.

### Мінприроди Російської Федерації
За даними Міністерства природних ресурсів і екології Росії щорічно в країні утворюється понад 70 млн тонн твердих комунальних відходів (ТКО), з них утилізується лише 7 %. Більше 90 % розміщується на полігонах, або поповнює несанкціоновані звалища, зараз, за їхніми даними, їх більше 22 тис. Як випливає з нацпроєкту «Екологія», до 2024 році на переробку повинні направлятися 60 % ТКО (зараз лише 7 %). До 2022 року має бути введено в промислову експлуатацію 21,7 млн тонн потужностей з обробки ТКО, до 2024 року — 37,1 млн тонн.
У жовтні 2018 року Мінприроди підготувало проєкт указу про створення державної управляючої компанії, яка буде займатися формуванням комплексної системи поводження з твердими комунальними відходами. Створення єдиної компанії-інтегратора, яка буде супроводжувати управління галуззю відходів, в рамках нацпроєкту «Екологія» анонсував у серпні 2018 року глава Мінприроди Дмитро Кобилкин. Засновником держкомпанії має виступити Уряд Російської Федерації.
У січні 2019 року повідомлялося, що Мінприроди просить Генпрокуратуру перевірити законність дій регіональних чиновників при встановленні тарифу на послугу операторів суб'єктів країни і визначенні нормативів накопичення відходів. У зверненні йдеться, що керівництво ряду суб'єктів не тільки не відстежує дотримання вимог російського законодавства, але і створює умови для його порушення. Раніше вже стало відомо, що компанії поскаржилися голові Мінприроди Дмитро Кобилкіну і віце-прем'єру Олексію Гордєєву на подібні «необґрунтовані і протизаконні» випадки в Краснодарському краї, Воронезькій і Липецькій областях. На думку компаній, такі рішення приведуть до сміттєвого колапсу і зриву реформи щодо поводження з відходами.

## Наслідки
Після того, як територією Росії пройшли численні акції протесту, з 1 січня 2019 року мав вступити у дію новий порядок поводження з твердими комунальними відходами, за яким усю відповідальність за роботу зі сміттям бере на себе регіональний оператор. За цим порядком мали працювати всі регіони Росії. Але в грудні 2018 року Держдума внесла до закону зміни, що дозволяють Москві, Санкт-Петербургу і Севастополю залишити все як є — не переходити на нові правила — ще на три роки, а іншим регіонам за форс-мажорних обставин не переходити на новий встановлений порядок ще рік. Закон також дозволяє ще чотири роки звозити сміття на неліцензовані звалища. Депутати Держдуми називають це «страховкою від сміттєвого колапсу», а Мінприроди — «особливими умовами переходу». Дума повідомляє, що введення відстрочок для регіонів — плавний перехід до нових правил, а прийняті зміни потрібні для неготових до реформи суб'єктів країни. Але ухвалені рішення, у тому числі і наміри Уряду Росії ввести мораторій на зростання плати за негативний вплив на навколишнє середовище, як повідомляє «Коммерсантъ», роблять вигідним для компаній саме розміщення відходів на полігонах.
На початку 2019 року, як повідомляє Фонд «Петербурзька політика», регіони виявилися не готовими до уведення в дію нового законодавства про переробку твердих комунальних відходів. Задум реформи передбачав поліпшення екологічної ситуації, модернізацію переробки і перерозподіл частини фінансових потоків між федеральною і регіональною владою. Але виявилося, що для оперативного запуску реформи у влади немає необхідних інструментів, у результаті прийнятий закон дав можливість відстрочити реформу на кілька років у значної частини суб'єктів країни. За прогнозами експертів, федеральна влада буде намагатися "зберегти обличчя і рішучість довести перетворення до кінця, а критики будуть вказувати на небажаність розігріву «сміттєвого» порядку денного і перетворення її на «нову пенсійну».
У грудні 2018 року протести і збір підписів проти будівництва полігонів і МСЗ пройшли в республіках Адигея і Татарстан, Архангельській, Кіровській, Московській, Ярославській і Тамбовській областях, Краснодарському, Красноярському і Пермському краях. По Росії про неготовність регіонів до нових вимог заявляли у тому числі глави суб'єктів країни. Так, глава Якутії Айсен Ніколаєв назвав сміттєву реформу «дуже поспішною»: «Закон сирий, непродуманий і писався для великих міст Центральної Росії».
Запуск «сміттєвої реформи» в 2019 році в російських регіонах обернувся, як повідомляли інформаційні агенції, переповненими контейнерними майданчиками у святкові новорічні дні — жителі, зокрема, Московської, Липецької, Ярославської, Самарської областей, в соціальних мережах щодня скаржилися, що відповідальні за це компанії перестали вивозити відходи. У ряді суб'єктів вдалося налагодити роботу через декілька днів, однак в інших регіонах з проблемою не могли впоратися ще кілька тижнів. Регіональні оператори і чиновники пояснюють ситуацію не тільки збільшеним навантаженням на служби у святкові дні, але й труднощами, що виникли після переходу на нову систему поводження з відходами.

### Російський екологічний оператор
14 січня 2019 року президент Росії Володимир Путін підписав указ про створення компанії з формування комплексної системи поводження з твердими комунальними відходами (ТКВ) «Російський екологічний оператор». 19 лютого Голова Уряду Російської Федерації Д. А. Медведєв призначив Дениса Буцаєва керівником Російського екологічного оператора.

### Зміни на законодавчому рівні
Було прийнято ряд змін до Федерального закону «Про відходи виробництва і споживання», згідно з якими органи місцевого самоврядування повинні самостійно визначати схему розміщення майданчиків накопичення твердих побутових відходів та вести реєстр майданчиків їх накопичення.

## Доповідь РПЛ
У жовтні 2018 року Радою при Президенті Російської Федерації з розвитку громадянського суспільства і прав людини опублікована доповідь Громадської палати Росії, Загальноросійського народного фронту і РПЛ з проблем утилізації сміття в країні.
Як випливає з повідомлення Загальноросійського народного фронту, в доповідь увійшли пропозиції про заходи щодо розвитку в Росії переробки твердих комунальних відходів. Особливий акцент зроблено на обліку думки громадян при будівництві полігонів, сміттєсортувальних станцій і переробних комплексів. У доповідь включені пропозиції про вдосконалення механізму розширеної відповідальності виробників товарів за утилізацію відходів, пропозиції щодо стимулювання роздільного збору та вторинної переробки відходів, включаючи економічні та управлінські кроки.